# Ambassade du Turkménistan en France
L'ambassade du Turkménistan en France est la représentation diplomatique de la république du Turkménistan auprès de la République française. Elle est située 13, rue Picot dans le 16e arrondissement de Paris, la capitale du pays. Son ambassadeur est, depuis 2022, Maksat Chariev.

## Personnel
L'ambassade est composé de trois agents expatriés et deux agents de droit local.

## Liste des ambassadeurs
| Date de nomination | Date de remise des lettres de créance | Date de remise des lettres de créance | Diplomate                   |
| ------------------ | ------------------------------------- | ------------------------------------- | --------------------------- |
|                    | 7 février 1996                        | [ JORF 1 ]                            | Tchary Gueldyevitch Niiazov |
|                    | 27 juin 2007                          | [ JORF 2 ]                            | Tchary Gueldyevitch Niyazov |
|                    | 12 avril 2019                         | [ JORF 3 ]                            | Shohrat Jumayev             |
|                    | 13 octobre 2022                       | [ JORF 4 ]                            | Maksat Chariev              |

## Annexe
- Relations entre la France et le Turkménistan
- Ambassade de France au Turkménistan